# Хасанли (Дойранско)
 Тази статия е за селото в Дойранско.  За селото в Кукушко вижте Хасанли (Кукушко).  
Хасанли или Асанли (на македонска литературна норма: Хасанли) е бивше село, разположено на територията на община Дойран, Северна Македония.

## География
Селото е било разположено в северната част на Хасанлийското поле, близо до северния бряг на Дойранското езеро.

## История
През XIX век Хасанли е село в Дойранската каза на Османската империя. Според статистиката на Васил Кънчов („Македония. Етнография и статистика“) от 1900 година Асанли е населявано от 65 жители българи християни и 100 турци.
След Междусъюзническата война в 1913 година селото попада в Сърбия. Според Димитър Гаджанов в 1916 година в Хасанлии живеят 77 турци.

## Личности
Починали в Хасанли
- Илия Тодоров Бозаджийски, български военен деец, старши подофицер, загинал през Първата световна война[4]
- Лука Г. (Гаврилов) Тумангелов, български военен деец, старши подофицер, загинал през Първата световна война[5]